# Dendrobium cancroides
Dendrobium cancroides är en orkidéart som beskrevs av Trevor Edgar Hunt. Dendrobium cancroides ingår i släktet Dendrobium, och familjen orkidéer.
Artens utbredningsområde är Queensland. Inga underarter finns listade i Catalogue of Life.